# 布莱尔·斯托克韦尔
布莱尔·斯托克韦尔（英語：Blair Stockwell，1949年12月17日—），新西兰男子自行车运动员。他曾代表新西兰参加1970年、1974年、1978年和1982年英联邦运动会自行车比赛，共获得三枚铜牌。